# Achim Lippoth
Achim Lippoth (* 1968 in Ilshofen) ist ein deutscher Fotograf.

## Leben
Lippoth stammt aus dem Regionalverband Heilbronn-Franken und lebt in Köln. Nach einem Auslandsaufenthalt zwischen 1985 und 1986 in Manchester studierte er 1986 bis 1992 Kunsttheorie an der Universität zu Köln und eignete sich währenddessen das Fotografieren autodidaktisch an. Seit 1992 ist er als freier Fotograf tätig.

## Arbeit
Als freier Mode- und Werbefotograf arbeitet Lippoth unter anderem für Industriekunden wie z. B. Audi, DaimlerChrysler, IBM, Nestlé oder Nokia und renommierte Werbeagenturen wie Abbott Mead Vickers BBDO, DDB Worldwide, Grey Worldwide, Jung von Matt, Leo Burnett Worldwide, Lowe Worldwide, Ogilvy & Mather, Wieden+Kennedy und weiteren. Zudem wurden Lippoths Bilder in internationalen Zeitschriften wie dem New York Times Magazine, Life, Wallpaper*, SZ-Magazin, Vogue, Stern veröffentlicht.
In der Zeit zwischen offiziellen Shootingterminen realisiert Lippoth persönliche Fotoprojekte, die er selbst als „inszenierte Reportagefotografie“ bezeichnet. Im Mittelpunkt seiner Arbeit steht das Thema Kindheit. So fotografiert Lippoth Tanzschüler und Kindermönche, Sportler und Kindersoldaten. Dabei sind die Kinder Hauptakteure und Helden der Geschichte, deren Hintergrund von Erwachsenen entworfen wird. Immer wieder entstehen Bildreihen, die den Betrachter das von Erwachsenen vorgegebene und anerzogene kindliche Verhalten, aber zugleich auch spontane kindliche Äußerungen aufzeigen.
Lippoths Arbeiten werden u. a. von der Fahey/Klein Gallery in Los Angeles, der Catherine Edelman Gallery in Chicago, der Paris-Beijing-Gallery in Paris und der Shay Arye Gallery in Tel Aviv vertreten. 2017 zeigte Bayer Kultur im Leverkusener Erholungshaus einige seiner Arbeiten unter dem Titel Geschichten über das Kindsein. Storytelling II.
Ferner ist Lippoth Gründer und Herausgeber des seit 1995 international erscheinenden Magazins Kid‘s Wear, zu dem renommierte Fotokünstler wie Anton Corbijn, Michel Comte, Nan Goldin, Martin Parr, Oliviero Toscani oder Bruce Weber beitragen.

## Vorwurf des Kindesmissbrauchs
Im Mai 2022 berichtete das ZEITMagazin, dass die Staatsanwaltschaft Köln Lippoth in zwölf Fällen schweren sexuellen Missbrauchs von sechs unter 13 Jahre alten Jungen und wegen Besitz von Kinderpornografie angeklagt habe. Nach neun Monaten Untersuchungshaft begann die Hauptverhandlung am 31. Mai 2022. Vier Jahre und zehn Monate Haft für vier Taten mit drei Opfern lautete das Urteil am 28. September 2022 gegen ihn. Die Staatsanwaltschaft hatte zehn Jahre Haft gefordert. Das Verteidigerteam kündigte an, Revision gegen das Urteil einzulegen. Auf die gegen den Teilfreispruch gerichtete Revision der Staatsanwaltschaft und eines Nebenklägers hob der Bundesgerichtshof das Urteil des Landgerichtes im Juli 2024 insoweit auf und verwies es im Umfang der Aufhebung an eine andere Kammer des Landgerichts zurück.
Das Urteil sorgte bei vielen für Empörung: Ein Opfer trat vor Wut im Gerichtsflur ein Loch in die Wand. „Mein Mandant hat ein deutlich härteres Urteil erwartet“, sagte seine Anwältin Hiltrud Hören. „Er leidet bis heute unter den Folgen.“
Die mutmaßlichen Missbrauchsfälle stammen aus den Jahren 1999 bis 2021 und sollen während wochenlanger Fotoshootings stattgefunden haben, für die Lippoth mit den Jungen alleine verreiste und bei denen sie manchmal in seinem Hotelzimmer schliefen. Gemäß dem ZEITMagazin wurden drei Strafanzeigen gegen Lippoth seit den 1990er Jahren von der Polizei nicht ernsthaft weiterverfolgt; erst nach der vierten Anzeige 2021 begannen die Ermittlungen.

## Auszeichnungen
Lippoths Arbeiten werden regelmäßig international ausgezeichnet und ausgestellt. Die letzten Auszeichnungen erhielt er 2010, u. a. in Cannes und bei den New York Festivals. Achim Lippoth wurde für seine Arbeit als Fotograf bislang über 70-mal ausgezeichnet. Die folgende Liste umfasst einen Auszug aus nationalen und internationalen Ehrungen:
- 2016, Cannes Festival 2016 - Bronze Lion, Category »Charities and Appeals«
- 2015, Epica Award[15]
- 2015, Cannes Festival 2015 - Bronze Lion, Category »Outdoor«
- 2014, Cannes Festival 2014 - Silver Lion, Category »Outdoor«
- 2014, ADC Berlin – Bronze, Categories »Photography: Editorial« and »Print: Campagne«
- 2014, German Design Award
- 2013, Cannes Lions 2013 - Silver Lion and Bronze Lion, Categories »Outdoor« and »Press«
- 2012, ADC Berlin – Silver, Category »Photography«
- 2010, European Cristal Festival - Winner, Category »Food«
- 2010, Grand Prix Stratégies - Winner, Category »Food«
- 2010, EPICA Silver, Category »Food«, Silver, Category »Advertising Photography«
- 2010, AD Print Winner, Category »Luerzer´s Archive Best Use Of Photography«, Silver Angel, Category »Fast Moving Consumer Goods«
- 2010, One Show Design - Merit Award, Category »Outdoor Design - Campaign«
- 2010, New York Festivals (NYF) - Silver World Medal, Category »Outdoor«
- 2010, Cannes Lions – Silver Lion, Campaign Savoury Foods
- 2010, AD Print – Winner, Category Luerzer’s Archive Best Use of Photography
- 2009, IPA – 1st Category Winner Photography Book of the Year
- 2009, Cresta Award – Category Magazine
- 2008, Farmani Gallery New York – IPA Best of Show
- 2008, ADC Germany – Silver, Category Print
- 2007, New York Festivals – Gold World medal, Category Home Entertainment
- 2007, Cannes Lions – Gold Lion
- 2006, Eurobest Award – Gold, Category Print
- 2006, IPA – IPA Professional Photographer of the Year
- 2005, ADC New York – Silber, Category Photography
- 2005, Lotus Awards – Silver and Bronze, Categories Publication and Media
- 2004, Gallery Viaux – Hamburg Kinder der Gezeiten
- 2004, ADC New York – Silver, Category Photography
- 2003, Lead Award – Gold, Fashion & Lifestyle Photography
- 2001, ADC Berlin – Bronze, Category Photography

## Publikationen (Auszug)
- Achim Lippoth: Storytelling - Geschichten über das Kindsein. Hatje Cantz Verlag, 2017.
- André Deutsch: 100 Jahre Fotografie. Nicolai Verlag, 2007 (Mitarbeit)
- Achim Lippoth: Pictures. Kehrer Verlag, 2007.
- Achim Lippoth: (K)art(ell). Skira Editore, Mailand 2002.
- Achim Lippoth: Places to go, and see. Die Gestalten Verlag, 2001.